# Comuna Vladivka, Malîn
Vladivka (în ucraineană Владівська сільська рада) este o comună în raionul Malîn, regiunea Jîtomîr, Ucraina, formată din satele Pîsarivka, Repîșce și Vladivka (reședința).

## Demografie
Componența lingvistică a comunei Vladivka
     Ucraineană (97,14%)
     Rusă (2,64%)
Conform recensământului din 2001, majoritatea populației comunei Vladivka era vorbitoare de ucraineană (97,14%), existând în minoritate și vorbitori de rusă (2,64%).